# Yoldia myalis
Yoldia myalis – gatunek małża należącego do podgromady pierwoskrzelnych.
Muszla wielkości około 2,5 cm. Kształtu owalnego, wydłużonego, oba końce muszli zaokrąglone. Kolor periostrakum muszli zielony, oliwkowy. Może się układać w pasy jaśniejsze i ciemniejsze.
Bytują w umiarkowanie płytkich do umiarkowanie głębokich wodach zagrzebane w mule. Żyją w mule. Są rozdzielnopłciowe, bez zaznaczonych różnic płciowych w budowie muszli. Odżywiają się planktonem oraz detrytusem.
Występuje w Ameryce Północnej na terenie USA i Kanady od Labradoru do Massachusetts oraz na terenie Alaski. Występuje również na wybrzeżu Pacyfiku od Alski do Zatoki Puget.